# Hans van de Weg
Hans van de Weg (10 december 1937) is een voormalig tennisser uit Nederland. Hij speelde bij HLTC Leimonias in Den Haag. In 1958 speelde hij in de eerste ronde van Wimbledon – hij werd met 6–2, 6–4 en 6–0 verslagen door de latere halvefinalist Kurt Nielsen uit Denemarken.
In 1958 speelde hij met Willem Maris twee dubbelspelpartijen in de eerste ronde van de Davis Cup; in 1958 werd met 4–0 verloren van Duitsland, in 1959 met 4–1 van België; Van de Weg en Maris verloren hun wedstrijden. In 1958 was hij aanvoerder van het gemengde clubteam dat landskampioen werd. In 1960 werd hij op de METS-banen in Scheveningen met Fredy Marinkelle Nederlands kampioen in het gemengd dubbelspel, ten koste van Henk Goris en Jenny Seven.
In 1978 en 1988 schreef Van de Weg de jubileumboeken ter gelegenheid van het 90-jarig bestaan en het eeuwfeest van Leimonias en in 2001 beschreef Van de Weg de rol van Den Haag en Hagenaars in 112 jaar geschiedenis van het Nederlandse toptennis. Het Hans-van-de-Weg-clubhuis van Leimonias is naar hem vernoemd. Omdat Leimonias gedurende meerdere perioden tot de sterkste tennisclubs van Nederland behoorde, en omdat er ook veel bondstrainingen hebben plaatsgevonden, geeft de geschiedschrijving van die club een bruikbaar beeld van de historie van het Nederlandse tennis, al verdoezelt Van de Weg minder positieve aspecten van Leimonias.